# María Hurtado de Gómez
María Hurtado de Gómez (Bogotá, 1886-Bogotá, 13 de enero de 1971) fue la primera dama de Colombia desde 1950 hasta la renuncia de su esposo, el presidente Laureano Gómez, en 1951. A pesar de ser una mujer de abolengo, fue una mujer reservada y discreta. Fue la madre de los periodistas y políticos Álvaro y Enrique Gómez Hurtado.

## Biografía
María nació en Bogotá en 1886, en el hogar de los payaneses Simón Hurtado e Isabel Cajiao Urrutia.
Los cargos que ocuparon su esposo e hijos, además de la empresa familiar, el periódico conservador y católico opositor al gobierno, El Siglo, que ejerció influencia en la sociedad colombiana, le perimitieron a la familia Gómez gozar de estabilidad económica y social. 
Así mismo Laureano fue un importante líder dentro del Partido Conservador, llegando incluso a vetar a sus copartidario durante tres elecciones consecutivas.

### Primera dama (1950-1951)
Su esposo Laureano Gómez fue elegido presidente en 1950 ante la ausencia de un rival liberal. Sin embargo la actitud tirana de su esposo llevaron a que se ganara enemigos en su partido y en la sociedad. Por ejemplo, el antiguo amigo de Gómez, Mariano Ospina Pérez, le retiró el apoyo a la familia, y se convirtió en su opositor.
En el escaso año y algunos meses que estuvo su marido en el poder, María se ocupó de una manera discreta a la atención a los presos de Colombia, y luego, continuando la obra de la ex primera dama María Michelsen de López, ayudó a los niños de escasos recursos de su país.
Su esposo era un hombre enfermizo, pero a finales de 1951 su salud decayó tanto que tuvo que ceder el poder a su ministro de Gobierno, Roberto Urdaneta. Desde entonces la familia Gómez dejó su residencia en el Palacio de San Carlos.

#### Golpe de Estado de 1953
Su esposo Laureano Gómez quiso recuperar el poder en junio de 1953, pero los problemas sociales que enfrentaba el país, y la fuerte oposición que había surgido en su ausencia llevó a que los militares se tomaran el poder.
María y sus hijos huyeron con Laureano a España, donde vivieron hasta que cayó la dictadura, en mayo de 1957. La familia fue hospedada en el país gracias a que Gómez era amigo personal del general Franco.

### Regreso a Colombia

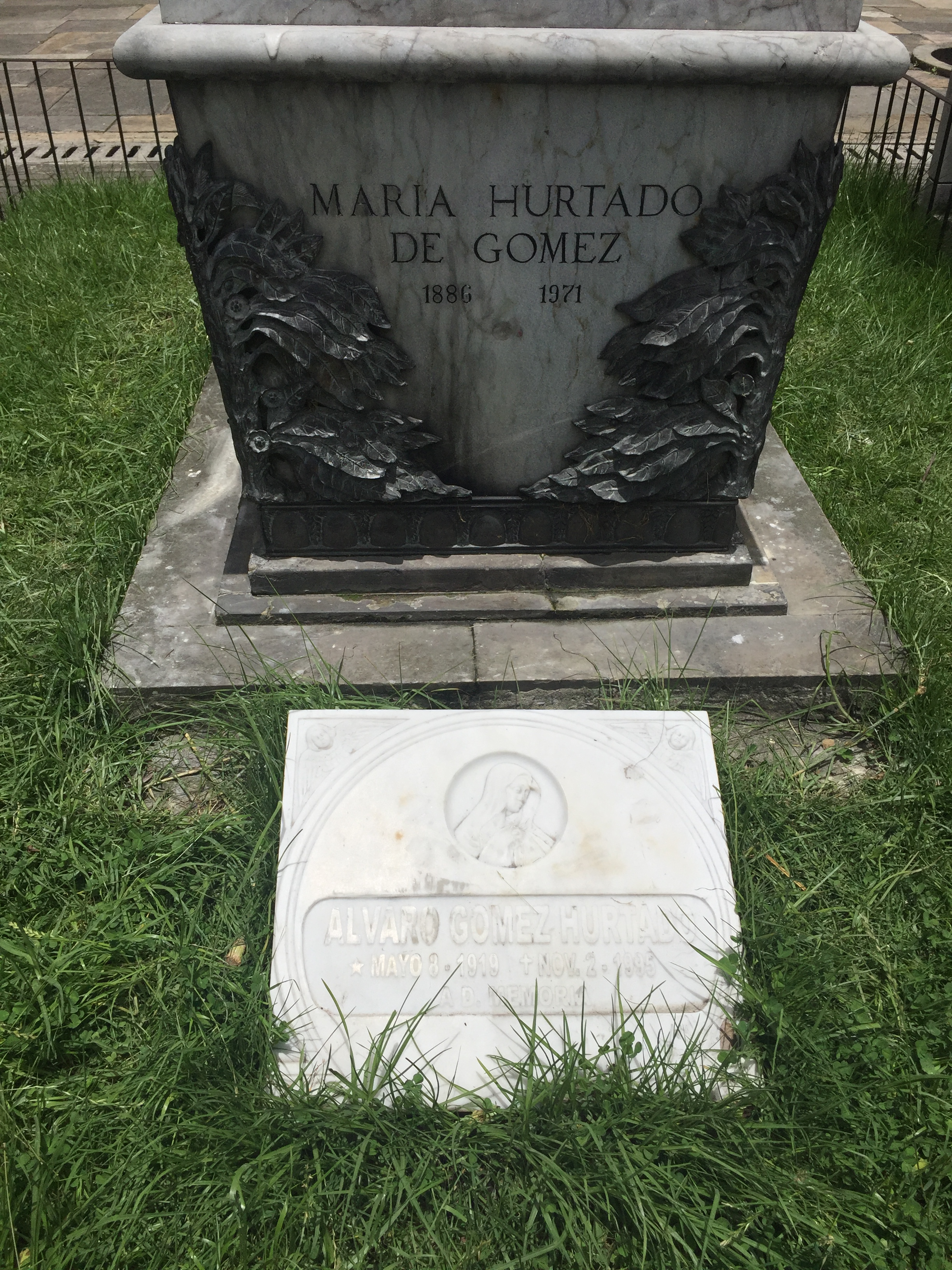
Tumba de Hurtado, junto a la de su hijo Álvaro

Los Gómez Hurtado regresaron de España en 1957, y desde ese momento Laureano colaboró activamente en el gobierno de Alberto Lleras Camargo y Guillermo León Valencia, hasta su muerte en 1965, en el sistema conocido como Frente Nacional, que su esposo e hijo ayudaron a crear durante la estancia de la familia en España.

### Muerte
María Hurtado le sobrevivió a su esposo 6 años, muriendo el 13 de enero de 1971 en Bogotá, a los 85 años. Fue sepultada en el Cementerio Central de Bogotá, junto a su esposo.

## Familia

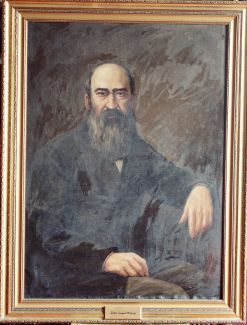
Su tío, el expresidente Ezequiel Hurtado.

María Hurtado era miembro de varios círculos aristocráticos del departamento del Cauca, ya que estaba emparentada con las poderosas familias Hurtado, Valencia y Arboleda. Era hija de Simón Hurtado Peña y de Isabel Cajiao Urrutia.
Su padre era hijo del político Nicolás Hurtado y Arboleda (alcalde de Popayán), y medio hermano del político Ezequiel Hurtado Hurtado (presidente de Colombia por algunos meses de 1884). Simón se desempeñó como Ministro de Hacienda y Tesoro durante la presidencia del conservador Rafael Reyes.
Por otro lado, su madre era hermana de Beatriz Cajiao, quien era la abuela de Leonor Concha Martínez, esposa del artista Santiago Martínez Delgado (hijo de la pintora Mercedes Delgado Mallarino; hermano del escritor Luis Martínez Delgado, sobrino del educador Luis Martínez Silva y del policía Víctor Delgado Mallarino; nieto del político Rito Antonio Martínez Gómez; y bisnieto de Manuel María Mallarino y de María Mercedes Cabal). También era hermana de Tulia Cajiao, quien era cuñada del expresidente Diego Angulo Lemos (a su turno concuñado de Rafael Reyes y concuñado del poeta Guillermo Valencia Castillo, de quien era hijo el expresidente Guillermo León Valencia).

### Matrimonio y descendencia

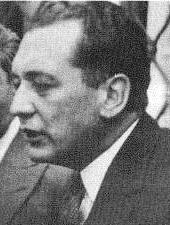
Su esposo era el caudillo conservador Laureano Gómez, aquí en 1926.

María se unió en matrimonio católico al abogado y político conservador Laureano Gómez Castro, dos años menor a ella, el 19 de septiembre de 1916, en la Iglesia de San Ignacio de Bogotá, lo que le permitió a éste ingresar al selecto círculo de familias poderosas al que ella pertenecía por nacimiento. 
Como dato curioso, su esposo fue empleador de Santiago Martínez, y entre los encargos que el político le hizo al pintor está la obra de 1947 que hoy decora el Salón Elíptico del Capitolio Nacional de Colombia, recinto que inauguró Gómez el 7 de agosto de 1926, cuando era ministro de obras del entonces saliente presidente Pedro Nel Ospina.
De su matrimonio con Gómez tuvo 4 hijosː Cecilia, Rafael, Álvaro y Enrique Gómez Hurtado. Su segundo hijo, Álvaro, fue un influyente abogado, político, periodista y artista plástico, quien casado con la escritora Margarita Escobar tuvo tres hijos, entre ellos el periodista Mauricio Gómez Escobar. Su cuarto hijo, Enrique, era el padre del abogado Enrique, y de su hermano, el abogado Miguel Gómez Martínez, y abuelo del político Nicolás Gómez (hijo de Enrique).